# 向往自由的心
《向往自由的心》（英語：A Heart for Freedom: The Remarkable Journey of A Young Dissident, Her Daring Escape, And Her Quest to Free China's Daughters），是柴玲的一本自传，柴玲是六四事件的学生领袖之一。 

## 簡介
《向往自由的心》由位于伊利诺伊州的出版社Tyndale House于2011年出版。柴玲在书中讲述了自己的一系列故事，包括上學時的墮胎、參與六四运动、逃離中國以及信仰基督教和來到美國開辦企業等人生經歷。   